# Matang Manyam
Matang Manyam is een bestuurslaag in het regentschap Aceh Utara van de provincie Atjeh, Indonesië. Matang Manyam telt 281 inwoners (volkstelling 2010).